# Turriglomininae
Turriglomininae es una subfamilia de foraminíferos bentónicos de la familia Cornuspiridae, de la superfamilia Cornuspiroidea, del suborden Miliolina y del orden Miliolida. Su rango cronoestratigráfico abarcaba desde el Anisiense hasta el Ladiniense (Triásico medio).

## Clasificación
Algunas clasificaciones incluyen a Turriglomininae en la familia Meandrospiridae.
Turriglomininae incluye a los siguientes géneros:
- Glomoturritellella †
- Turriglomina †